# Quark (tegneserie)
 For alternative betydninger, se Kvark. (Se også artikler, som begynder med Kvark)
 Der er for få eller ingen kildehenvisninger i denne artikel, hvilket er et problem. Du kan hjælpe ved at angive troværdige kilder til de påstande, som fremføres i artiklen.

Quark er en tegneserie, der omhandler Quark, der er en dansk tegneseriefigur, som blev introduceret i tegneserien Valhalla, album nr. 4; Historien om Quark fra 1987.
Bl.a. på grund af tegnefilmen Valhalla fra 1986 blev han så populær, at han fik sin egen albumserie.
Tegneserien blev lanceret i 1986 og sidste album blev udgivet i 1994.

## Handling
Jætterne har sendt den uvorne og ikke for kvikke jætteunge Quark til troldene i Ydre Udgård. Quark kommer i pleje hos Troldemor, Troldefar og deres søn Snøfte, der bor i et lille hus ved en klippeskrænt i nærheden af troldenes landsby. Quark driver snart det meste af Ydre Udgård til vanvid. Hans umådelige råstyrke og brutalitet gør ham frygtet og forhadt i hele området. End ikke de grummeste fabeldyr, der lever her ved verdens ende kan hamle op med ham og tager benene på nakken så snart de ser skyggen af ham og hans slangebøsse. Værst går det Troldefar, han kan bestemt ikke lide Quark og gør gerne grin med dennes dumhed. Troldefars gode ven, det lokale postbud, kan heller ikke misundes. Hans hverv tvinger ham til at opsøge familien Trold dagligt, hvilket glæder Quark, som øjner muligheden for at banke postbuddet. De eneste væsner, der bryder sig om Quark er Troldemor og Snøfte. Snøfte og Quark er hinandens modsætninger; Snøfte er meget klog og udstyret med en usædvanlig god fantasi, til gengæld er han knap så stærk og modig som Quark. Troldemor har ondt af Quark, og tager ham jævnligt i forsvar, med mindre Quarks skarnstreger går ud over hende selv. I tolvte og sidste album for Quark for første gang besøg af sin samvittighed, der får jætteungen til at forlade Ydre Udgård og starte på en frisk et nyt sted; de to går solnedgangen i møde og de efterladte beboerne må virkeligt have noget at fejre.  

### Figurer
- Quark: En lille uvorn, uklog og ikke for køn jætteunge med slangebøsse. Han laver gale streger som at jagte høns, brænde familien Trolds hus ned og lave ballade i Troldenes landsby. Quark kan finde på at spise alt, lige fra sten til Troldemors mad. Quark er stærk og kan ikke lide at gå i skole. I starten kan Quark ikke tale, men får senere mæle.
- Troldemor: Quarks plejemor som er overvægtig. Hun er den eneste af troldene (udover Snøfte) der kan lide Quark (nok fordi han er den eneste der kan lide hendes mad). Troldemor kan virkelig slå hårdt, hvis nogen hentyder til at hun er overvægtig eller hvis nogen er ude på at gøre Quark fortræd. Troldemor lider af rengøringsvanvid om foråret.
- Troldefar: Quarks dovne plejefar som er gift med Troldemor. Han kan bestemt ikke lide Quark og heller ikke Troldemors mad. Troldefar er i starten arbejdsløs, men får senere et job hvor han skal samle møg og afføring op i byens gader. Han ligger ofte i sin hængekøje, men bliver ofte forstyrret af Quark.
- Snøfte: Troldemors og Troldefars søn som er ven med Quark. Snøfte er otte år gammel (cirka samme alder som Quark), og kan godt lide at læse bøger og gå i skole. Men alligevel kan han ikke lide Troldemors mad og at gøre rent derhjemme. Desuden er Snøfte en god bugtaler.
- Bjæf: En lille hund som Troldemor købte til Quark, fordi hun syntes at Quark manglede et kæledyr. Bjæf fik sit navn, da Quark spurgte om hvad den hed, og så kan man godt regne ud hvad den svarede. Bjæf er en klog hund, og er faktisk klogere end Quark. Quark kan åbenbart godt forstå hvad Bjæf siger.
- Hønsene: De eneste dyr udover Bjæf som familien Trold har. Quark elsker at jagte hønsene, hvilket Troldefar ikke vil have.
- Postbuddet: Det lokale postbud som bringer posten ud i Ydre Udgård. Han er ven med Troldefar, men kan ikke lide Quark fordi han vil skræmme postbuddet væk.
- Naboen: Nabo til familien Trold. Han er gårdejer og har en masse dyr, blandt andet en stor sabelkat. Han hader når Quark kommer forbi.
- Sabelkatten: Naboens kæledyr. Hunden Bjæf både hader og er bange for sabelkatten.
- Frk. Pind: En meget skrap skolelærer der kan råbe højt hvis der ikke bliver gjort som der bliver sagt, eller hvis nogen kalder hende for gammel. Hun underviser Quark og Snøfte i både stavning og regning, og har et besvær med Quark der nægter at lave noget.
- Overlærer Thryne: En snobbet skolelærer der blandt andet underviser i geografi. Hvis Quark har været uartig (hvilket han altid er), hænger overlærer Thryne ham op i Quarks helt egen personlige skammekrog (som er en fiskekrog der hænger i et hjørne)
- Jokurt: En elev på skolen der elsker at drille Quark (også nogle gange Snøfte) fordi han ikke er så klog. Selvom Jokurt er en trold har han ikke nogen hale.
- Bynke: Den lokale købmand.
- Dr. Vorteskaft: Læge som ikke bryder sig om at undersøge Quark.
- Mulle en talende muldvarp som er ven med Quark.
- Skattevæsnet: Nogle der kommer og kræver skat hver gang Troldefar har tjent nogle penge.
- Bedstefar Trold: Troldemors far. Han bor i Østre Udgård og bliver af de lokale kaldt for gale Garm. Han laver sære opfindelser, og familien Trold kan ikke lide at have ham på besøg.

## Album og bøger

### Album iValhalla-serien
1. Historien om Quark

### Album iQuark-serien
1. Quark fra Valhalla
2. Quark fra Valhalla 2
3. Quark 3
4. Stille! Geniet tænker!
5. Ævbæv, frøken Pind!
6. Apport'!
7. Pokkers! ... og dog ...!
8. Pas på! Det er en fælde!
9. Eine kleine kat'musik!
10. Skrap kost!
11. Quark ...gi'r den en tand til!
12. Farvel, kærre venner!

### Bøger i Quark-serien
1. Nu eller aldrig!
2. To ud af tre er ikke dårligt!

## Film
- Valhalla (1986)